# Chidlowia sanguinea
Chidlowia es un género de planta fanerógama perteneciente a la familia Fabaceae. Su única especie es Chidlowia sanguinea.

## Descripción
Es un árbol que alcanza un tamaño de 25 m, o más, de altura, con tronco torcido, estriado, a menudo hueco cuando es muy grande, bajo de  ramificación, del bosque primario cerrado no del bosque secundario, y a menudo gregario en lugares en Sierra Leona, Liberia, Ghana y Costa de Marfil. 

## Taxonomía
Chidlowia sanguinea fue descrita por Arthur Clague Hoyle y publicado en Bulletin of Miscellaneous Information Kew 1932(2): 101–103, pl. 1. 1932.